# الكتاب الأسود (رواية)
الكتاب الأسود (بالإنجليزية: The Black Book)‏ هي رواية للكاتب البريطاني لورانس داريل، نشرت عام 1938، عن دار نشر أوبيليكس بريس.